# Top Gear Rally 2
Top Gear Rally 2 es un videojuego de carreras para la Nintendo 64. Fue lanzado en 1999, y es una secuela de Top Gear Rally. Tal como el original  fue lanzado para la Game Boy Color como Top Gear Pocket 2, entonces retitulado Top Gear Rally 2 para su lanzamiento en  Europa.

## Jugabilidad
El objetivo del juego es el mismo que en la versión anterior: correr a través de diferentes ubicaciones (como granjas, selvas, desiertos y montañas) con la posibilidad de cambiar el clima (claro, lluvia y nieve). El juego elegirá aleatoriamente si es de día o de noche.

## Recepción
La versión de Game Boy Color recibió reseñas  "favorables", mientras la versión de Nintendo 64 recibió reseñas  "promedio", acorde al agregador de reseñas del website GameRankings.